# Kakor vam drago
Kakor vam drago (angleško As You Like It) je komedija angleškega dramatika Williama Shakespeara. Spada med Shakespearove zrele komedije srednjega obdobja. Prvič je bila izdana leta 1623, napisana in prvič odigrana pa več kot dve desetletji prej. Kljub mešanim kritikam je ena izmed najbolj priljubljenih in največkrat igranih Shakespearovih komedij.
Glavna junakinja Rozalinda je najbolj razvit ženski lik v Shakespearovem dramskem opusu. Komedija se dogaja v Ardenskem gozdu, pri čemer ni jasno, ali gre za gozd v francoskih oz. belgijskih Ardenih ali za gozd v Ardenu, od koder je bila Shakespearova mati.

## Vsebina
Rozalinda pade v nemilost pri svojem stricu, knezu Frideriku, zato pobegne z njegovega dvora v Ardenski gozd. Z njo odide tudi Celija, Friderikova hči, saj sta sestrični zelo povezani; imata se bolj radi kot sestri. Da ju ne bi prepoznali, se Rozalinda preobleče v moškega. Izdaja se za Ganimeda, medtem ko se Celija predstavlja kot Aliena.
V gozdu srečata številne osebe, med drugim plemiča Jacquesa, čigar replike so med najbolj slavnimi Shakespearovimi citati ("Ves svet je oder"). Kmalu naletita tudi na Orlanda, ki se je v Ardenski gozd zatekel pred svojim zlobnim bratom Oliverjem. 
Orlando nikakor ne more nehati misliti na Rozalindo, vendar je kljub temu ne prepozna. Ona pa se mu ne razkrije, čeprav je novo identiteto privzela samo zaradi bega. Kot Ganimed mu predlaga, da mu bo pomagal pozabiti Rozalindo tako, da se bo pretvarjal, da je ona. 
Ganimed zapeljuje Orlanda kot fant, ki želi biti dekle svojega ljubimca. V Ganimeda se medtem zaljubi pastirica Feba, v katero je zaljubljen Silvij. Feba, Silvij, Ganimed in Orlando se nazadnje zapletejo v prepir. Ganimed predlaga rešitev: Orlando mora obljubiti, da se bo poročil z Rozalindo, Feba pa mora obljubiti, da se bo poročila s Silvijem, če se Feba ne bo mogla poročiti z Ganimedom. Ko se Ganimed razkrije kot Rozalinda, se Orlando res poroči z njo, Feba s Silvijem, Celija pa z Oliverjem, ki je po prihodu v Ardenski gozd začel obžalovati svoja dejanja, tako kot tudi Celijin oče Friderik.

## Ves svet je oder
"Ves svet je oder, in vsi možje in žene zgolj igralci: nastopajo in spet odhajajo in vsak igra v življenju razne vloge."
Jacquesove besede sporočajo to, da je življenje vsakega izmed nas oder z vlogami. Shakespearova komedija s preoblačenjem in igro s spoli prikazuje, da ne izbiramo vedno vloge, ki so najbolj značilne za naš spol. Spol sam je pravzaprav vloga, ki jo igramo, tako kot dramski lik.
Rozalindi vloga Ganimeda ustreza in se dolgo ne preneha pretvarjati, saj si v novi vlogi lahko dovoli več šaljivosti, jezikavosti, igrivosti in pobude v odnosu z Orlandom. Rozalinda je v Ganimedovi preobleki bolj pristna, podobna sebi v zasebnih pogovorih s sestrično, kot pa takrat, kadar pred drugimi nastopa kot knezova hči oziroma nečakinja. Na sploh se zdi, da so v gozdu, kjer narava postavi stvari na svoje mesto, vsi bolj svobodni in srečni kot na primer na dvoru. Ko Rozalinda, preoblečena v Ganimeda, prevzame pobudo v odnosu z Orlandom, le-ta postane postane pasiven partner v zapeljevanju, nasprotje Orlanda, ki se je pred umikom v Ardenski gozd neustrašno pretepal in tako potrjeval svojo moškost.

## Komedija v renesančnem gledališču
V več prizorih se Ganimed pretvarja, da je Rozalinda, kar je v elizabetinskem gledališču brez ženskih igralk pomenilo, da je fant igral dekle, preoblečeno v fanta, ki je oponašal dekle. Občinstvo, ki je uživalo v elizabetinskih gledališčih, je navadno odmislilo to, da je bil ženski lik v resnici fant. V trenutkih, ko je občinstvo pozabilo, da Ganimed, čeprav ga je igral igralec, ni fant, ampak le Rozalindina preobleka, je gledalo istospolno romantiko med dvema moškima, Ganimedom in Orlandom. Pri tem ni nepomembna izbira imena: Ganimed je bil v antiki simbol pederastije.
Shakespeare je z igro besed, ki so v gledališču z izključno moškimi igralci nosile dodatne pomene, komediji dodal homoerotične podtone in brisal delitev (spolnih) vlog po spolu. Rozalinda kot Ganimed (torej deški igralec, oblečen kot fant) na primer pove Febi: "Ljubil bi te, če bi te lahko. S tabo se bom poročil, če se bom kdaj poročil z žensko." Orlandu pa pove: "Tebe bom zadovoljil, če bom kdaj zadovoljil moškega."
Epilog izvede igralec, ki igra Rozalindo, še vedno oblečen kot Ganimed. Pove, da je nenavadno, da ima zaključno besedo ženska. Ženske gledalke prosi, naj dobro sprejmejo to igro za voljo njihove ljubezni do moških. Moške pa prosi, naj igro dobro sprejmejo za voljo ljubezni do žensk. Shakespeare se nato, kot že tolikokrat prej v komediji, poigra s pogojnim odvisnikom oziroma veznikom če; igralec epilog zaključi s trditvijo, da v resnici ni ženska, če pa bi bil, bi poljubil vse čedne moške s prijetnim zadahom. Potem občinstvo prosi za aplavz.

## Slovenski prevodi in izdaje
Komedija je bila v slovenskem prevodu izdana štirikrat. Najprej trikrat v prevodu Otona Župančiča: leta 1954 pri Slovenski matici, leta 1968 pri Državni založbi Slovenije in leta 1978 pri Mladinski knjigi. Leta 2003 je SNG Drama iz Ljubljane v gledališkem listu izdala prevod Milana Jesiha.

## Priredbe
Med številnimi gledališkimi priredbami komedije najdemo tudi priredbo v režiji Sebastijana Horvata na odru ljubljanske Drame leta 2003. Rozalindo je igrala Polona Juh, Celijo Saša Mihelčič, Orlanda pa Marko Mandić.